# Отакар III

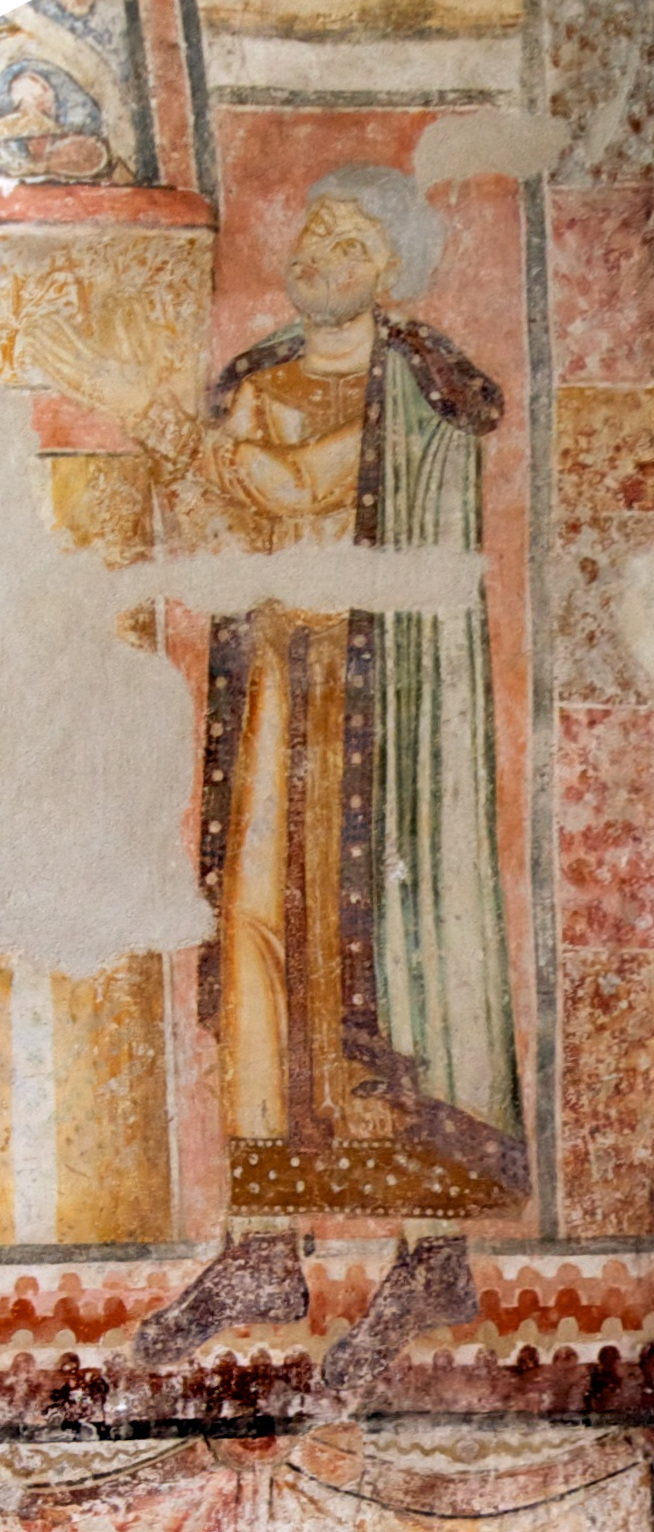
Отакар III на фреске в церкви святого Джона в Пюрг-Траутенфельсе

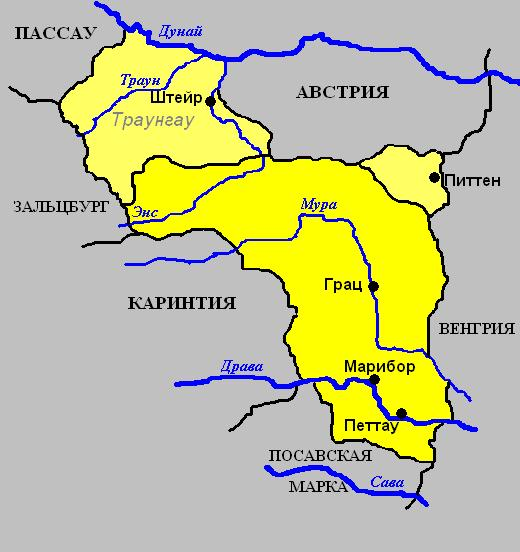
Штирия к концу правления Отакара III

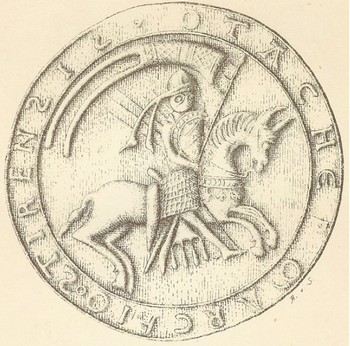
Печать Отакара III

Отакар III, Оттокар III (нем. Ottokar III.; 1129 — 31 декабря 1164) — маркграф Штирии с 1129 года из династии фон Траунгауер. Почитается святым в католической церкви. День памяти 9 мая.

## Биография

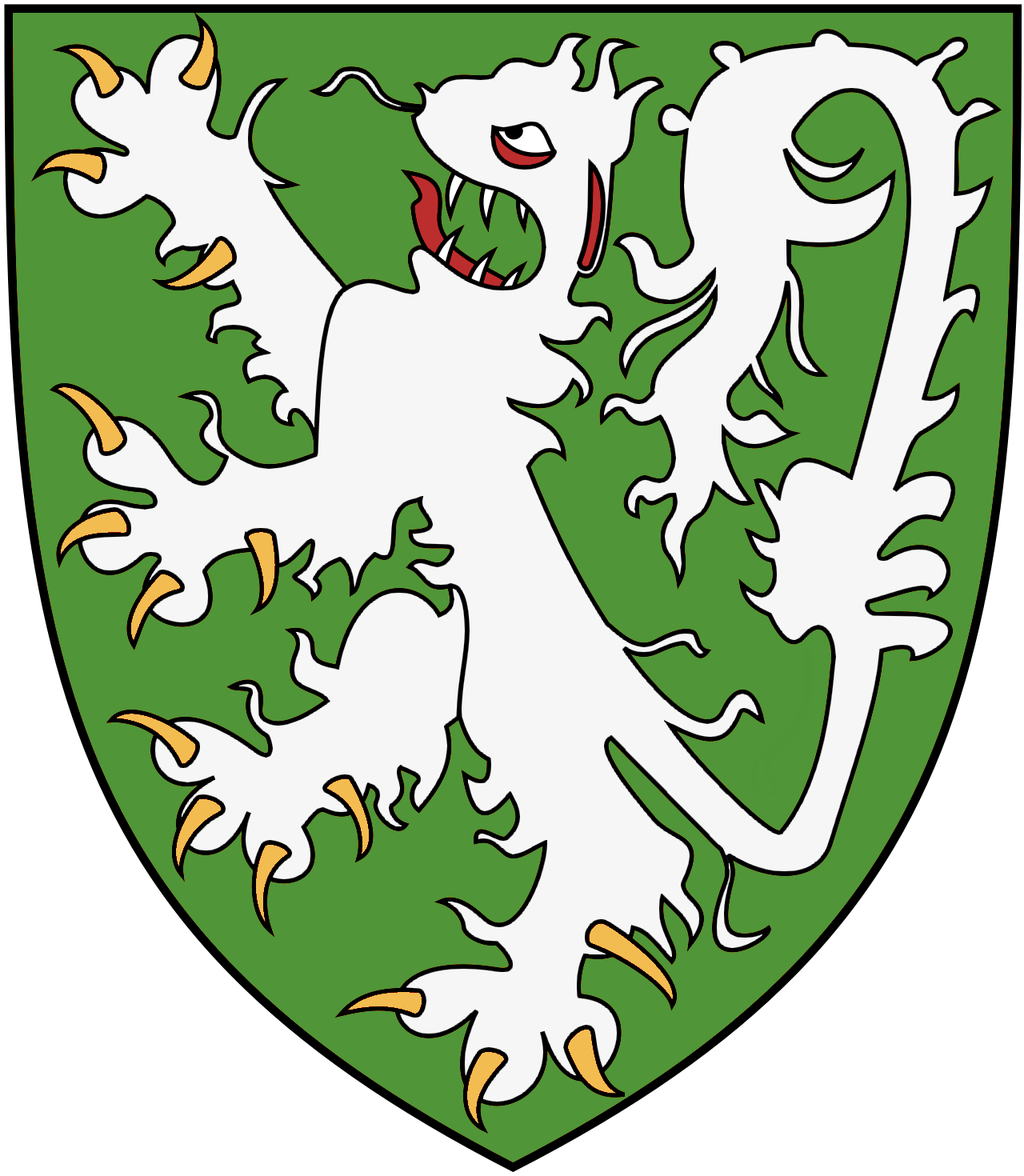

Отакар III был сыном Леопольда, маркграфа Штирии, и Софии Вельф, дочери баварского герцога Генриха IX.
В год рождения Отакара скончался его отец и регентшей Штирии стала его мать София Вельф, находящаяся под сильным влиянием Баварии. Это привело к напряжённости в отношениях с Венгрией, Каринтией и Зальцбургом. Напряжённость, однако, не перешла в военные столкновения и ситуация в стране оставалась достаточно спокойной. Лишь в 1145 году разразился конфликт с австрийским герцогом Генрихом II Язомирготтом за власть над долиной Энса, родовым владением дома Траунгау. Отакар III сохранил в своём подчинении эти земли, однако был вынужден принести за них оммаж Австрии.
После достижения Отакаром III совершеннолетия внешняя политика Штирии развивалась на основе тесного союза с Гогенштауфенами, императорами Священной Римской империи. Это способствовало укреплению государства. В 1147 году были окончательно присоединены территории по Драве (Марибор и Птуй). В 1158 году под контроль Штирии был возвращён Питтен. Отакар III выступал посредником в конфликте между патриархом Аквилеи и графом Горицким и добился подчинения Гориции. При Отакаре III в Штирии впервые началась чеканка собственной монеты, что обеспечило финансовую независимость государства.
Продолжая политику своих предшественников, Отакар активно занимался поощрением монастырей и церквей и в 1142 году основал августинское аббатство Секау, которое стало религиозным центром всей Штирии.

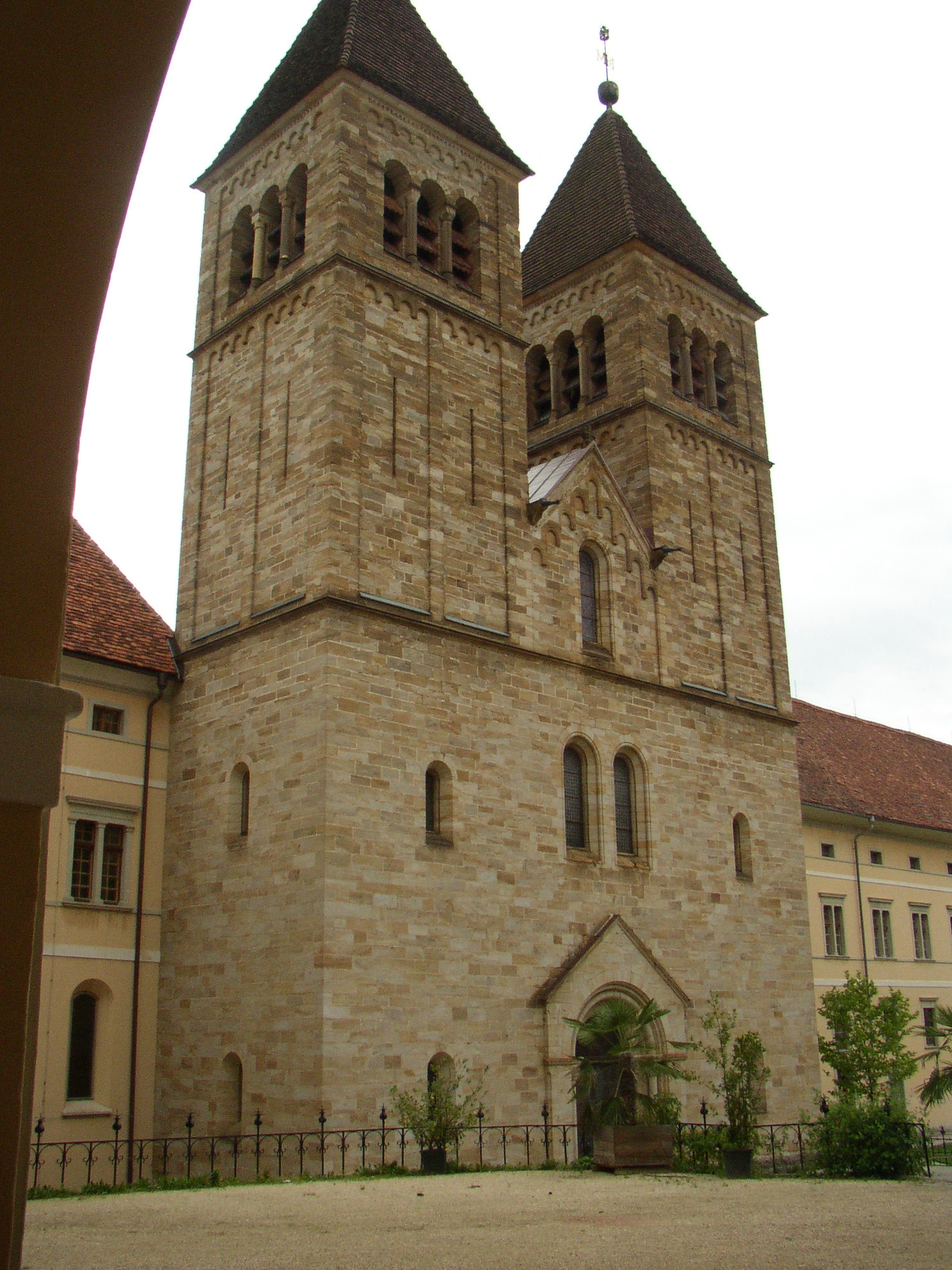
Аббатство Секау, основанное Отакаром III

В результате мероприятий Отакара III штирийское государство значительно усилилось, вырос авторитет маркграфов в регионе. В своей политике Отакар III опирался на широкий слой штирийских министериалов, предоставляя им значительные привилегии. Отсутствие в стране крупной аристократии и достаточно крупный графский домен ускоряли развитие процесса превращения Штирии в крупное и прочное региональное княжество.
Отакар III скончался в 1164 году в Венгрии, отправившись в крестовый поход в Палестину. В момент его смерти его единственному сыну и наследнику Отакару IV был лишь один год от роду.

## Брак и дети
- Кунигунда Фобургская, дочь Дипольда III, маркграфа Нордгау:

Отакар IV (1163—1192), маркграф (c 1164) и герцог (c 1180) Штирии